# 3915 Фукусіма
3915 Фукусіма (3915 Fukushima) — астероїд головного поясу, відкритий 15 серпня 1988 року.
Тіссеранів параметр щодо Юпітера — 3,459.